# コルベルク包囲戦 (七年戦争)
コルベルク包囲戦（コルベルクほういせん、英語: Siege of Kolberg）は七年戦争中に3度おきた、主にロシア軍によるプロイセン領ポンメルン州のコルベルク（現ポーランド領コウォブジェク）の包囲。1759年10月の第一次包囲と1760年8月から9月にかけての第二次包囲は失敗したが、1761年8月から12月にかけての第三次包囲は成功した。第二次と第三次包囲ではスウェーデンの援軍も包囲に参加した。
コルベルク陥落の結果、プロイセンはバルト海岸にある主要な港を全て失った一方、ロシア軍はポンメルンで冬営することができた。しかし、ロシアの勝利から数週間後、皇帝のエリザヴェータが死去、後継者のピョートル3世は講和してコルベルクをプロイセンに返還した。

## 第一次包囲
1759年の第一次包囲はプロイセンの守備軍に跳ね返された。ロシアのフェルモル伯はコルベルク占領とプロイセン領ポンメルン州における冬営の命令を受け、不可能であると感じながらしぶしぶと命令を遂行した。
フェルモルはヨハン・パルメンバッハ中将率いる軍勢4,000と大砲20門をコルベルク包囲に派遣した。コルベルクの守備軍は正規軍700と召集軍隊しかいなかったが、指揮官のハインリヒ・ジギスムント・フォン・デア・ハイデはロシアの攻撃を予想して防御を補強して物資をため込んでいた。
包囲は10月4日にはじまった。ロシアの増援でパルメンバッハ軍は5千人に膨れ上がったが、大雨と嵐により攻城兵器を組み上げられず、さらに支援するはずだった27隻からなるロシア艦隊は嵐で21隻が難破、残りも接近できずに引き返してしまった。結局ロシアは11月1日に包囲から引き揚げた。

## 第二次包囲
ロシア軍は1760年から1761年にかけての冬営をオーデル川下流に計画しており、そのためにコルベルク要塞を確保する必要があった。7月、ゴットロープ・ハインリヒ・フォン・トートレーベン率いるロシア遠征軍はポンメルン州に進軍したが、レガ川に到着してすぐ、シュレージエンへの転進を命じられた。

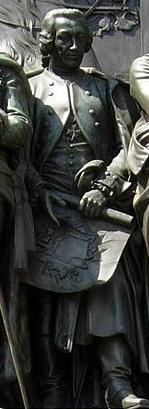
コルベルクの地図を持っているハインリヒ・ジギスムント・フォン・デア・ハイデの彫像、ベルリン市

8月27日、前日に到着していたロシアのバルト海艦隊（戦列艦21隻、フリゲート3隻、臼砲艦3隻）がコルベルクへの砲撃を開始、29日にスウェーデンの戦列艦6隻とフリゲート3隻も加わった。軍勢8千による包囲は9月6日に始まり、砲兵の援護で攻城兵器を組み立て始めた。プロイセンの守備軍はハインリヒ・ジギスムント・フォン・デア・ハイデ大佐が指揮していた。
プロイセン王フリードリヒ2世はハンス・パウル・ヴェルナー率いる援軍3,800をシュレージエンの戦闘から外して、340キロ北にあるコルベルクの救援に駆けつけさせた。13日間の騎行を経てコルベルクについたヴェルナー軍は9月18日にロシア軍を攻撃、小競り合いに勝利したことで包囲軍は救援軍2万と戦っていると勘違いして自軍の艦隊で逃走した。スウェーデン艦隊は20日、ロシア艦隊は23日に引き上げた。ロシア軍は死傷者600を出した。
戦後、フリードリヒ2世はヴェルナーとハイデを中将に昇進させた。

## 第三次包囲
1760年にロシアのポンメルンにおける春季攻勢を指揮したトートレーベンが反逆罪を犯してフリードリヒ2世にロシアが1761年に三たびコルベルクを包囲しようとする計画を明かした。フリードリヒ2世は要塞への補給を命令、メクレンブルクでスウェーデン軍と戦っていた フリードリヒ・オイゲン・フォン・ヴュルテンベルクを引き上げさせた。
ヴュルテンベルクは7月4日にコルベルクに着き、増強された守備軍1万2千を指揮した。ロシア軍の指揮官ピョートル・ルミャンツェフは6月23日に近くのケスリーンで軍を止め、補給を待っていた。ヴュルテンベルクは時期が合うとルミャンツェフを攻撃するつもりでいたが、フリードリヒ2世に危険すぎるとして却下された。8月中旬に援軍3,000がルミャンツェフと合流すると、彼は22日にコルベルクを包囲した。
この時点ではロシア船23隻がルミャンツェフを支援しており、これにスウェーデン船8隻が後に加わった。ロシアとスウェーデンの砲撃は8月25日から9月25日まで続いた。9月18日、ルミャンツェフはヴュルテンベルクの守備軍を強襲したが、3,000の損害を出しただけで失敗に終わったため、彼は強襲をやめてコルベルクへの補給を遮断する策に出た。
9月30日、ドゥビスラフ・フォン・プラーテン率いる数千のプロイセン軍がコルベルクを増援し、守備軍が2万人近くになった。10月9日、ロシア艦隊が荒天でロシアへ帰ってしまったためルミャンツェフは艦隊の支援を失ったが、代わりにアレクサンドル・ブトゥルリンの増援を得た。グスタフ・ベルク率いるブトゥルリン軍の騎兵部隊はプロイセンの連絡線を切断、出撃したヴュルテンベルクの騎兵部隊も撃破して多くを捕虜にした。
コルベルクの補給が切れそうになったため、プラーテン軍は10月末にベルリンへの撤退を命令された。11月、ヴュルテンベルクは城外のロシア軍を突破してプラーテン軍と合流、後ろからロシア軍に打撃を与えようとした。それが失敗すると、プラーテンは命令通りベルリンへ撤退、ヴュルテンベルクは再びロシア軍を突破して城内に戻ろうとした。彼は何度か試したが、12月12日の最後の試みがコルベルクから南数キロにあるシュピーで撃退され、1千の損害を出してしまうと、ヴュルテンベルクは残りの軍勢8千とともにシュテッティンへ撤退した。
12月16日、コルベルクがルミャンツェフに降伏したことでロシア軍はプロイセン領ポンメルン州で冬営することができた。また、フリードリヒ2世はプラーテン軍がコルベルクの包囲を解いた後にシュレージエンでの戦闘に加勢することを期待していたが、ルミャンツェフ軍がプラーテン軍を釘付けにしたことでそれが出来なくなり、プラーテン軍が離れる頃にはシュレージエンに加勢しても戦況にさほど影響できなくなった。そのため、フリードリヒ2世は代わりにベルリンへ戻るよう命令した。

## その後
包囲戦が始まるころにはロシア皇帝のエリザヴェータに脳卒中が何度か起こっており、最終的には1762年1月5日（グレゴリオ暦）に死去した。彼女の甥でフリードリヒ2世の熱烈な崇拝者であったピョートル3世がロシア皇帝に即位した。
ロシアが七年戦争でプロイセンに宣戦したことに反対していたピョートルはプロイセンと即時講和してサンクトペテルブルク条約を締結、コルベルクを含む全占領地を返還して援軍2万を派遣した。
ロシアという強力な同盟国に離脱されたハプスブルク家のオーストリアは独力で戦争を継続できず、原状回復を約するフベルトゥスブルク条約を締結した。